# Гірний Максим Андрійович
Максим Андрійович Гірний (нар. 6 квітня 2001, Львів, Україна) — український футболіст, нападник футбольного клубу «Буковина».

## Клубна кар'єра
Вихованець львівських «Карпат», за яких у чемпіонаті України ДЮФЛ провів 82 матчі (38 голів). 24 липня 2018 року підписав перший контракт з «левами». У сезоні 2018/19 років виступав за юніорську (U-19) команду, а з наступного сезону — залучався до поєдинків «молодіжки зелено-білих». В юнацько-молодіжних змаганнях під егідою УПЛ зіграв 34 матчі (9 голів).
У 2020 році виїхав до Словаччини, де став гравцем «Земпліна». У футболці клубу з Михайлівців дебютував 11 серпня 2020 року в програному (0:5) виїзному поєдинку 2-го туру Суперліги проти братиславського «Слована». Максим вийшов на поле на 85-й хвилині, замінивши Рікардо Філліпса. Дебютним голом у дорослому футболі відзначився 29 вересня 2020 року на 5-й хвилині переможного (3:1) виїзного поєдинку кубку Словаччини проти «Вранов-над-Топлоу». Всього провів за клуб 5 матчів в Суперлізі та 1 поєдинок в кубку.
У липні 2021 року підписав контракт з новачком української другої ліги «Мункач». 24 липня в матчі проти «Чернігова» (1:0) дебютував за нову команду, ставши автором історичного першого для клубу голу на професіональному рівні. В їхньому складі виступав до повномасштабного російського вторгнення в Україну. За цей час у футболці закарпатського клубу провів 16 офіційних матчів, у яких відзначився 9 голами, ставши найкращим бомбардиром команди.
Перед стартом 2022/23 сезону став гравцем клубу-дебютанта першої української ліги «Епіцентр», у якому провів два наступні сезони. У футболці клубу з Кам'янця-Подільського загалом зіграв 40 матчів у всіх турнірах, у яких забив 14 м'ячів.
В липні 2024 року підписав контракт із першоліговим футбольним клубом «Буковина».

## Кар'єра в збірній
20 травня 2019 року на товариському міжнародному юнацькому турнірі в Словаччині дебютував у складі юнацької збірної України (U-18) проти однолітків із Чехії, у тому ж матчі на 19-хвилині відзначився і дебютним голом.
У футболці юнацької збірної України (U-19) дебютував 6 серпня 2019 року в нічийному (2:2) товариському поєдинку проти юнацької збірної Румунії (U-19). Максим вийшов на поле в стартовому складі та відіграв увесь матч. 8 вересня 2019 року вийшовши на поле з лави запасних у товариському матчі проти тих же однолітків з Румунії, на 51-й хвилині відзначився дебютним голом, але не зміг українцям допомогти уникнути поразки (1:3). 
Свій єдиний офіційний матч за юнацьку збірну України U-19 провів 13 листопада 2019 року в рамках кваліфікації до чемпіонату Європи 2020 року проти юнацької збірної Естонії (U-19). Збірна України в тому матчі перемогла з рахунком 4:0. Гірний вийшов на поле на 69-й хвилині, а на 77-й хвилині встановив остаточний рахунок у матчі.
Загалом за команди вище вказаної вікової категорії провів по 4 поєдинки.